# 보성 대원사입구 부도
보성 대원사입구 부도(寶城 大源寺入口 浮屠)는 전라남도 보성군 문덕면 죽산리, 대원사 입구에 있는 부도이다. 1973년 4월 21일 전라남도의 유형문화재 제36호로 지정되었다가, 1986년 2월 25일 문화재 지정이 해제되었다.

## 참고 자료
- 보성대원사입구부도 - 국가유산청 국가유산포털